# 碲化鋰
碲化鋰是一種無機化合物，由碲和鋰組成，其化學式為Li2Te。碲化鋰的晶體結構為反螢石結構。

## 制備
碲化锂可以由鋰和碲在950°C的氧化铍坩埚中發生反應而成。